# Trinoton anserinum
Trinoton anserinum – pasożyt należący obecnie do Phthiraptera, według dawnej systematyki należał do wszołów. Jest najczęściej spotykanym pasożytem kaczki domowej, łabędzi.
Samiec długości 4,7 mm, samica 5,4 mm. Zabarwienia jasnożółtego. Tułów złożony z trzech wyodrębnionych segmentów i znacznie dłuższy od głowy. Bytują na całym ciele w piórach, czasami na skórze. Odżywiają się piórami, rzadko krwią. Występuje na terenie Europy. 